# Ross Rural
Ross Rural var en civil parish 1894–1 april 2015 när det uppgick i Ross-on-Wye, i Storbritannien. Den låg i grevskapet Herefordshire och riksdelen England, i den södra delen av landet, 170 km väster om huvudstaden London. Civil parish hade 1 011 invånare år 2001.